# Andrés Chicaiza
Luis Andrés Chicaiza Morales (Otavalo, 3 aprile 1992) è un calciatore ecuadoriano, centrocampista del Téc. Universitario.

## Caratteristiche tecniche
È un trequartista.

## Carriera

### Club
Ha giocato nella prima divisione dei campionati ecuadoriano e peruviano.

### Nazionale
È stato convocato dalla nazionale ecuadoriana per disputare la Copa América 2019.